# 格拉摩根
格拉摩根（英語：Glamorgan，威爾斯語： [mɔrˈɡanʊɡ]），又稱格拉摩根郡，是威爾斯的13個歷史上的郡之一，也是威爾斯第一级行政區劃。格拉摩根地區最初是以農牧業為主的地區。不過16世紀之後，由於這裡的自然資源，格拉摩根成為工業革命中威爾斯最早工業化的地區，也成為威爾斯人口最密集的地區。格拉摩根地區面積2,100 km2（811 sq mi），1991年有人口1,288,309.。卡迪夫和斯旺西是格拉摩根地區的兩大城市。

## 外部連結
- Glamorgan Record Office （页面存档备份，存于）
- Glamorgan Family History Society

51°40′N 3°40′W / 51.667°N 3.667°W